# 长苞椴
长苞椴（学名：Tilia chenmoui）是锦葵科椴树属的植物，是中国的特有植物。分布于中国大陆的云南等地，目前尚未由人工引种栽培。